# Lista tomów serii The Promised Neverland
Ten artykuł zawiera listę tomów serii The Promised Neverland napisanej przez Kaiu Shiraia i zilustrowanej przez Posukę Demizu, ukazywanej w magazynie „Shūkan Shōnen Jump” wydawnictwa Shūeisha od 1 sierpnia 2016 do 15 czerwca 2020. Razem opublikowano 181 rozdziałów, które później zostały skompilowane do 20 tankōbonów, które wydawane były od 2 grudnia 2016 do 2 października 2020.
W Polsce seria ukazała się nakładem wydawnictwa Waneko – pierwszy tom został wydany 5 stycznia 2018, natomiast ostatni – 5 marca 2021.
| Nr | Język japoński      | Język japoński         | Język polski     | Język polski           |
| Nr | Data wydania        | ISBN                   | Data wydania     | ISBN                   |
| --- | ------------------- | ---------------------- | ---------------- | ---------------------- |
| 1 | 2 grudnia 2016      | ISBN 978-4-08-880872-7 | 5 stycznia 2018  | ISBN 978-83-8096-328-3 |
| Lista rozdziałów - 001. Grace Field House (jap. GFハウス Gurēsu Fīrudo Hausu) - 002. Wyjście (jap. 出口 Deguchi) - 003. Żelazna kobieta (jap. 鉄の女 Tetsu no on’na) - 004. „Najlepsze rozwiązanie” (jap. “最善” Saizen) - 005. Przechytrzeni (jap. やられた！ Yarareta!) - 006. Carol i Krone (jap. キャロルとクローネ Kyaroru to Kurōne) - 007. Liczymy na ciebie (jap. 頼んだぞ Tanonda zo) |                     |                        |                  |                        |
| 2 | 3 lutego 2017       | ISBN 978-4-08-881006-5 | 5 marca 2018     | ISBN 978-83-8096-329-0 |
| Lista rozdziałów - 008. Mam pomysł (jap. 考えがある Kangae ga aru) - 009. Pobawmy się w berka (jap. 鬼ごっこしましょう Onigokko shimashō) - 010. Kontrola (jap. コントロール Kontorōru) - 011. Szpieg cz.1 (jap. 内通者① Naitsūsha 1) - 012. Szpieg cz.2 (jap. 内通者② Naitsūsha 2) - 013. Szpieg cz.3 (jap. 内通者③ Naitsūsha 3) - 014. As w rękawie (jap. 切り札 Kirifuda) - 015. Nigdy tego nie rób (jap. 二度としないで Ni-do to shinaide) - 016. Sekretny pokój i William Minerva cz.1 (jap. 秘密の部屋とWウィリアム・ミネルヴァ① Himitsu no heya to Wiriamu Mineruva 1)                  |                     |                        |                  |                        |
| 3 | 4 kwietnia 2017     | ISBN 978-4-08-881077-5 | 7 maja 2018      | ISBN 978-83-8096-330-6 |
| Lista rozdziałów - 017. Sekretny pokój i William Minerva cz.2 (jap. 秘密の部屋とWウィリアム・ミネルヴァ② Himitsu no heya to Wiriamu Mineruva 2) - 018. Determinacja (jap. 覚悟 Kakugo) - 019. Wydało się! (jap. アウト Auto) - 020. Połączyć siły (jap. “共闘” Kyōtō) - 021. Oczywista pułapka (jap. 見え透いた罠 Miesuita wana) - 022. Przynęta (jap. 餌 Esa) - 023. Zniszcz (jap. ブチ壊せ！！ Buchikowase) - 024. Rekonesans cz.1 (jap. 下見① Shitami 1) - 025. Rekonesans cz.2 (jap. 下見② Shitami 2)                                                                                      |                     |                        |                  |                        |
| 4 | 4 lipca 2017        | ISBN 978-4-08-881183-3 | 5 lipca 2018     | ISBN 978-83-8096-331-3 |
| Lista rozdziałów - 026. Chcę żyć (jap. 生きたい Ikitai) - 027. Nie pozwolimy ci umrzeć! (jap. 死なせない Shinasenai) - 028. Przeczekując cz.1 (jap. 潜伏 Senpuku) - 029. Przeczekując cz.2 (jap. 潜伏② Senpuku 2) - 030. Opór (jap. 抵抗 Teikō) - 031. Pustka (jap. 空虚 Kūkyo) - 032. Zdecydowane działanie cz.1 (jap. 決行① Kekkō 1) - 033. Zdecydowane działanie cz.2 (jap. 決行② Kekkō 2) - 034. Zdecydowane działanie cz.3 (jap. 決行③ Kekkō 3) |                     |                        |                  |                        |
| 5 | 4 września 2017     | ISBN 978-4-08-881205-2 | 5 września 2018  | ISBN 978-83-8096-332-0 |
| Lista rozdziałów - 035. Zdecydowane działanie cz.4 (jap. 決行④ Kekkō 4) - 036. Zdecydowane działanie cz.5 (jap. 決行⑤ Kekkō 5) - 037. Ucieczka (jap. 脱出 Dasshutsu) - 038. Las przysięgi (jap. 誓いの森 Chikai no mori) - 039. Nieprzewidywalne (jap. 想定外 Sōtei-gai) - 040. Węże Alvar Pinery (jap. アルヴァピンネラの蛇 Aruvapin’nera no hebi) - 041. Natarcie (jap. 襲来 Shūrai) - 042. Nie damy się pożreć! (jap. 食われてたまるか Kuwarete tamaru ka) - 043. 81194 (jap. 81194) |                     |                        |                  |                        |
| 6 | 2 listopada 2017    | ISBN 978-4-08-881278-6 | 5 listopada 2018 | ISBN 978-83-8096-333-7 |
| Lista rozdziałów - 044. Zakapturzona dziewczyna (jap. 頭巾の少女 Zukin no shōjo) - 045. Ratunek (jap. 救援 Kyūen) - 046. Sung-Joo i Musica (jap. ソンジュとムジカ Sonju to Mujika) - 047. Stara opowieść (jap. 昔話 Mukashi-banashi) - 048. Dwa światy (jap. 二つの世界 Futatsu no sekai) - 049. Naucz mnie (jap. 教えて Oshiete) - 050. Przyjaciele (jap. 友達 Tomodachi) - 051. B 06-32 cz.1 (jap. B06-32 ①) - 052. B 06-32 cz.2 (jap. B06-32 ②) |                     |                        |                  |                        |
| 7 | 4 stycznia 2018     | ISBN 978-4-08-881323-3 | 4 stycznia 2019  | ISBN 978-83-8096-334-4 |
| Lista rozdziałów - 053. B 06-32 cz.3 (jap. B06-32 ③) - 054. B 06-32 cz.4 (jap. B06-32 ④) - 055. B 06-32 cz.5 (jap. B06-32 ⑤) - 056. Transakcja cz.1 (jap. 取り引き① Torihiki 1) - 057. Transakcja cz.2 (jap. 取り引き② Torihiki 2) - 058. Decyzja (jap. 判断 Handan) - 059. Wybierzcie, co chcecie (jap. 好きに選ベ Suki ni erabe) - 060. Goldy Pond (jap. ゴールディ・ポンド Gōrudi pondo) - 061. Spróbujcie przeżyć! (jap. 生きてをする Ikite o suru) |                     |                        |                  |                        |
| 8 | 4 kwietnia 2018     | ISBN 978-4-08-881384-4 | 5 marca 2019     | ISBN 978-83-8096-335-1 |
| Lista rozdziałów - 062. Nieśmiertelne potwory (jap. 不死身の怪物 Fujimi no kaibutsu) - 063. HELP (jap. HELP Herupu) - 064. Co by było, gdybym (jap. もしもの私 Moshi-mo no watashi) - 065. Sekretny ogród (jap. シークレット・ガーデン Shīkuretto gāden) - 066. Zakazana zabawa cz.1 (jap. 禁じられた遊び① Kinjirareta asobi ①) - 067. Zakazana zabawa cz.2 (jap. 禁じられた遊び② Kinjirareta asobi ②) - 068. Tak to już jest (jap. こんなもんだよ Kon’na mon’ da yo) - 069. Chcę ci kogoś przedstawić (jap. 会わせたい人 Awasetai hito) - 070. Zabawa w chowanego (jap. かくれんぼ Kakurenbo) |                     |                        |                  |                        |
| 9 | 4 czerwca 2018      | ISBN 978-4-08-881495-7 | 5 maja 2019      | ISBN 978-83-8096-336-8 |
| Lista rozdziałów - 071. Prawdziwe intencje (jap. 真意 Shin’i) - 072. CALL (jap. CALL Kōru) - 073. Podjęcie działań (jap. 決起 Kekki) - 074. Wyjątkowe dziecko (jap. 特別な子 Tokubetsu na ko) - 075. Nieugięta trzcina (jap. 不屈の葦 Fukutsu no ashi) - 076. Początek wojny (jap. 開戦 Kaisen) - 077. Bezmyślne płotki (jap. 無知な雑魚共 Muchi na zako-domo) - 078. Pierwszy upolowany (jap. まず一匹 Mazu ippiki) - 079. Decydowany wystrzał (jap. この一矢に定むべし Kono hito-ya ni sadamubeshi)                                                                                          |                     |                        |                  |                        |
| 10 | 3 sierpnia 2018     | ISBN 978-4-08-881534-3 | 5 lipca 2019     | ISBN 978-83-8096-337-5 |
| Lista rozdziałów - 080. Jaja sobie robisz?! (jap. 何だよ お前!! Nanda yo omae!!) - 081. Aż do śmierci (jap. 死守 Shishu) - 082. Pan terenów łowieckich (jap. 猟場の主 Kariniwa no aruji) - 083. Odpowiedź po 13 latach (jap. 13年越しの解答 Jūsan-nen-goshi no kaitō) - 084. Powstrzymać wroga! (jap. 歯止め Hadome) - 085. Co mamy zrobić? (jap. どうしたら Dō shitara) - 086. Siła bojowa (jap. 戦力 Senryoku) - 087. Granica (jap. 境界 Kekkai) - 088. Rewanż (jap. リターンマッチ Ritān matchi)                                                                                            |                     |                        |                  |                        |
| 11 | 2 listopada 2018    | ISBN 978-4-08-881622-7 | 5 września 2019  | ISBN 978-83-8096-729-8 |
| Lista rozdziałów - 089. Przegrupowanie (jap. 合流 Gōryū) - 090. Wygrajmy to! (jap. 勝とう Katō) - 091. Ze wszystkich sił (jap. ありったけを Arittake o) - 092. Strzelajcie, ile wlezie (jap. 撃ちまくれ Uchimakure) - 093. Rozstrzygnięcie (jap. 決着 Ketchaku) - 094. Bądźcie cali (jap. 全員 生きて Zen’in ikite) - 095. Wracajmy już (jap. 帰ろうぜ Kaerō ze) - 096. Witaj z powrotem (jap. おかえり O-kaeri) - 097. Wymarzona przyszłość (jap. 望む未来 Nozomu mirai) |                     |                        |                  |                        |
| 12 | 4 stycznia 2019     | ISBN 978-4-08-881692-0 | 5 listopada 2019 | ISBN 978-83-8096-730-4 |
| Lista rozdziałów - 098. Dźwięk rozpoczęcia (jap. 始まりの音 Hajimari no oto) - 099. Cuvitidala (jap. クヴィティダラ Kuvitidara) - 100. Dotarcie do celu (jap. 到着 Tōchaku) - 101. Przyjdź do mnie (jap. おいで Oide) - 102. Znaleźliśmy (jap. 見つけたよ Mitsuketa yo) - 103. Jeszcze jeden ruch (jap. あと一手 Ato itte) - 104. Porzucenie (jap. 捨てる Suteru) - 105. Złudzenia (jap. まやかし Mayakashi) - 106. Sposób na przetrwanie (jap. 活路 Katsuro) |                     |                        |                  |                        |
| 13 | 4 marca 2019        | ISBN 978-4-08-881754-5 | 7 stycznia 2020  | ISBN 978-83-8096-731-1 |
| Lista rozdziałów - 107. Mam tego dosyć (jap. 反吐が出る Hedo ga deru) - 108. Nie puszczę was! (jap. 行かせねぇ Ikasenē) - 109. Idź przed siebie (jap. 進め Susume) - 110. To, co należy zrobić (jap. すべきこと Subeki koto) - 111. Nieproszony gość (jap. 望まざる客 Nozomazaru kyaku) - 112. Żałoba (jap. 追悼 Tsuitō) - 113. Król raju (jap. 楽園の王 Rakuen no ō) - 114. Jeden za drugim (jap. 一つずつ Hitotsu zutsu) - 115. Jin i Hayato (jap. ジンとハヤト Jin to Hayato) |                     |                        |                  |                        |
| 14 | 4 czerwca 2019      | ISBN 978-4-08-881861-0 | 6 marca 2020     | ISBN 978-83-8096-732-8 |
| Lista rozdziałów - 116. Wejście do klatki cz.1 (jap. 檻への侵入① Ori e no shin’nyū ①) - 117. Wejście do klatki cz.2 (jap. 檻への侵入② Ori e no shin’nyū ②) - 118. Konfrontacja (jap. 対面 Taimen) - 119. Niespodziewane spotkanie (jap. 邂逅 Kaikō) - 120. Bezkształtne potwory (jap. 形のない怪物 Katachi no nai kaibutsu) - 121. To dobrze, prawda? (jap. よかったね Yokatta ne) - 122. Prawdziwe uczucia (jap. 本心 Honshin) - 123. Ważna decyzja (jap. 大事な選択 Daiji na sentaku) - 124. Opowiedzcie nam (jap. 聞かせろよ Kika seroyo)                                                   |                     |                        |                  |                        |
| 15 | 2 sierpnia 2019     | ISBN 978-4-08-882017-0 | 6 maja 2020      | ISBN 978-83-8096-733-5 |
| Lista rozdziałów - 125. Sojusz kłamców (jap. 嘘吐きの同盟 Usotsuki no dōmei) - 126. Trójstronne pertraktacje (jap. 鼎談 Teidan) - 127. Starcie (jap. 対立 Tairitsu) - 128. Zdecydowałam (jap. 決めた Kimeta) - 129. Ciężar, który należy dźwigać (jap. 背負うべきもの Seoubeki mono) - 130. Raport (jap. 報告 Hōkoku) - 131. Witajcie u wejścia (jap. "入口"へようこそ “Iriguchi” e Yōkoso) - 132. Stracenie winnych (jap. 誅伐 Chūbatsu) - 133. Pobawmy się (jap. あそぼ Asobo) |                     |                        |                  |                        |
| 16 | 4 października 2019 | ISBN 978-4-08-882077-4 | 6 lipca 2020     | ISBN 978-83-8096-734-2 |
| Lista rozdziałów - 134. Lost Boy (jap. Lost Boy Rosuto bōi) - 135. Poszukiwania (jap. 捜索 Sōsaku) - 136. Labirynt (jap. 迷路 Meiro) - 137. Zamiana (jap. 変換 Henkan) - 138. Szukanie demonów cz.1 (jap. 鬼探し① Oni sagashi ①) - 139. Szukanie demonów cz.2 (jap. 鬼探し② Oni sagashi ②) - 140. Dotarliśmy (jap. 来たよ！ Kita yo!) - 141. Obietnica sprzed tysiąca lat cz.1 (jap. 1000年前の"約束"① Sennen mae no yakusoku 1) - 142. Obietnica sprzed tysiąca lat cz.2 (jap. 1000年前の"約束"② Sennen mae no yakusoku 2) - 143. Rzeź (jap. 抹殺 Massatsu)                                   |                     |                        |                  |                        |
| 17 | 4 stycznia 2020     | ISBN 978-4-08-882170-2 | 7 września 2020  | ISBN 978-83-8096-735-9 |
| Lista rozdziałów - 144. Pomóżcie (jap. 助けて Tasukete) - 145. Różne pobudki (jap. それぞれの Sorezore no) - 146. Bitwa w stolicy (jap. 王都決戦 Ōto kessen) - 147. Nagromadzona nienawiść (jap. 積怨 Sekien) - 148. Już pędzimy! (jap. 今行くよ Ima iku yo) - 149. Obowiązek dowiedzenia (jap. 証明する義務 Shōmei suru gimu) - 150. Siedemsetletnie życzenie (jap. 700年の悲願 700-Nen no higan) - 151. Kto zwycięży? (jap. 勝つのは Katsu no wa) - 152. Nadszedł czas (jap. 刻限 Kokugen)                                                                                                   |                     |                        |                  |                        |
| 18 | 4 marca 2020        | ISBN 978-4-08-882223-5 | 5 listopada 2020 | ISBN 978-83-8096-736-6 |
| Lista rozdziałów - 153. Tchórzostwo (jap. 臆病 Okubyō) - 154. Przełom (jap. 突破口 Toppakō) - 155. Odrodzenie (jap. 復活 Fukkatsu) - 156. Zakończmy to (jap. 終わりにしましょう Owari ni shimashō) - 157. The World Is Mine (jap. The World Is Mine Za wārudo izumain) - 158. Sens bytu (jap. 生まれてきた意味 Umarete kita imi) - 159. Dziękuję (jap. ありがとう Arigatō) - 160. Kajdany (jap. 足枷 Ashikase) - 161. Never Be Alone (jap. Never Be Alone Nebā bī arōn) |                     |                        |                  |                        |
| 19 | 3 lipca 2020        | ISBN 978-4-08-882327-0 | 7 stycznia 2021  | ISBN 978-83-8096-737-3 |
| Lista rozdziałów - 162. Gorące krzesła (jap. 王座盗りゲーム Ōza tori gēmu) - 163. Zwrot akcji (jap. 反転 Hanten) - 164. Uśmiechnięty demon (jap. 笑顔の悪魔 Egao no akuma) - 165. You Can Fly ! (jap. You Can Fly! Yū kan furai!) - 166. Go back home (jap. ゴーバックホーム Gō bakku hōmu) - 167. Tędy, demony (jap. 鬼さんこちら Onisan kochira) - 168. Tata (jap. 創造主 Sōzōnushi (Papa)) - 169. Maksymalny wynik (jap. 満点 Manten) - 170. Razem (jap. 共に Tomoni) - 171. Porażka (jap. 敗北 Haiboku)                                                                                    |                     |                        |                  |                        |
| 20 | 2 października 2020 | ISBN 978-4-08-882375-1 | 5 marca 2021     | ISBN 978-83-8096-738-0 |
| Lista rozdziałów - 172. Wolność (jap. 自由 Jiyū) - 173. Prisoners (jap. Prisoners Purizunāzu) - 174. Nowy świat cz.1 (jap. 新しい世界① Atarashī sekai ①) - 175. Nowy świat cz.2 (jap. 新しい世界② Atarashī sekai ②) - 176. Już jestem! (jap. ただいま! Tadaima!) - 177. Matka (jap. 母親 Hahaoya) - 178. Do świata ludzi (jap. 人間の世界へ Ningen no sekai e) - 179. Zapłata (jap. 代償 Daishō) - 180. Wszystko, co twoje (jap. きみのすべて Kimi no subete) - 181. Na drugim brzegu przeznaczenia (jap. 運命の向こう岸 Unmei no mukōgishi)                                                   |                     |                        |                  |                        |